# 산쇼다유
《산쇼다유》(일본어: 山椒大夫)는 1954년 개봉한 일본의 시대극 영화이다. 미조구치 겐지가 감독을 맡았으며, 모리 오가이의 동명 단편 소설이 영화의 원작이다. 1954 베네치아 영화제 은사자상 수상작이다.

## 출연

### 주연
- 다나카 키누요
- 하나야기 요시아키
- 카가와 쿄코
- 신도 에이타로
- 코노 아키타케
- 시미즈 마사오
- 미츠다 켄
- 오쿠니 카즈키미

### 조연
- 코소노 요코
- 타치바나 노리코
- 스가이 이치로
- 오미 테루코
- 카토 마사히코
- 에나미 케이코
- 아케미 본타로
- 나니와 세이코
- 모리 키쿠에
- 카가와 료스케
- 코시바 칸지
- 아라키 시노부
- 콘도 레이코
- 난부 쇼조
- 아즈마 료노스케
- 다테 사부로
- 이시하라 스마오
- 아마노 이치로
- 호리키타 유키오
- 오쿠니 하치로
- 후지카와 준
- 키쿠노 아키요시
- 쇼지 시바타
- 시미즈 아키라
- 나카니시 고로

## 기타
- 미술: 이토 키사쿠
- 미술: 나카지마 쇼자부로